# Hörby fälad
Hörby fälad är ett naturreservat  i Hörby kommun strax nordväst om Hörby tätort.
Reservatet består av en enefälad med låga buskar och enstaka träd som omger vattensamlingen Lågedammen och några fuktigare partier. Området som är ett ålderdomligt beteslandskap har även många spår av forna tiders jordbruk med bosättningar i form av röjningsrösen och stenmurar. Det finns även två domarringar och ett flertal stensättningar från järnåldern.

## Flora och fauna
Av häckande fåglarna på och vid Lågedammen finns gräsand, knölsvan, rörhöna, smådopping, sothöna och strandskata samt en koloni av skrattmåsar ute på bunkestarrtuvorna i vattnet och på nyanlagda flytande boplattformar. På de torrare delarna av fäladen häckar fåglar som grönfink, gulsparv, hämpling, rapphöna och stenskvätta. Även tillfälliga besökare som dvärgbeckasin, smådopping, svarthalsad dopping, och svarthuvad mås har setts på Hörby fälad.
På fäladen växer backsippa, en, fårsvingel, ljung, rosenbuskar, Sankt Pers nycklar, stagg, stenmåra och ärenpris. I fuktigare partier finns arter som mannagräs, humleblomster, darrgräs och bunkestarr.

## Vägbeskrivning
Från E22 på trafikplats 29 Norrehe vid Hörby svänger man söderut på riksväg 13. Reservatet ligger omedelbart sydöst om trafikplatsen.